# Johan Casimir Leijonhufvud
Johan Casimir Leijonhufvud (även Lewenhaupt), född den 10 augusti 1583 på Gräfsnäs slott, död den 18 augusti 1634 på Vinäs slott, var en svensk greve.
Han var greve till Raseborg samt Falkenstein i Nedre Pfalz, friherre till Reipoltzkirchen, också i Pfalz, och Käggleholm, herre till Gräfsnäs, Koberg i Lagmansereds socken, Vinäs slott i Eds socken, och Kasimirsborg i Gamleby socken.

## Biografi
Johan Casimir var son till Axel Stensson (Leijonhufvud) och Sidonia von Daun. Han följde sin far då han lämnade Sverige 1600 och blev officer i kejserlig tjänst. 1613 återkom han till Sverige och fick året därpå tillstånd att kvarstanna efter trohetsförsäkran till Gustav II Adolf.
Den 6 oktober 1616 gifte han sig med sin kusin Sidonia Grip på Nyköpings slott. Vid Riddarhusets grundande 1625 introducerades hans ätt som grevliga ätten nummer 2. 1628 tillerkändes han genom kejserlig dom grevskapet Falkenstein och genom kurfurstens av Köln dom herrskapet Bretzenheim 1629. Tillika med brodern belönades han av hertigen av Lothringen med grevskapet Falkenstein 1629.

## Barn
1. En son, född 1617 på Vinäs, död på Vinäs 1617 och begraven i Västra Eds kyrka.
2. Gustaf Adolf, född 1619, riksråd och fältmarskalk, död 1656.
3. Carl Mauritz, född 1620, riksråd och fältmarskalk, död 1666.
4. Ludvig Wierich, född 1622, riksråd och general, död 1668.
5. Edla, död späd.
6. Elisabet, död späd.
7. Axel, född 1626, överkammarherre och överste, död 1668.